# Андреев, Кирилл Дементьевич
Кири́лл Деме́нтьевич Андре́ев (7 июля 1901 или 7 [20] июля 1901, Базлык, Уфимская губерния — 2 января 1972, Бижбуляк, Башкирская АССР) — участник Великой Отечественной войны, парторг батальона 1318-го стрелкового полка 163-й стрелковой дивизии 38-й армии Воронежского фронта, Герой Советского Союза, старший сержант.
Член ВКП(б)/КПСС с 1941 года.

## Биография
Кирилл Андреев родился в селе Базлык Васильевской волости Белебеевского уезда Уфимской губернии (ныне Бижбулякского района Республики Башкортостан). Чуваш.
Юный крестьянин был вдохновлён идеями Октябрьской революции и воевал с защитниками старого режима на фронтах Гражданской войны. Но в ВКП(б) вступил только в Отечественную — в 1941 году. После Гражданской работал председателем сельхозартели «Канаш» Миякинского района Башкирской АССР, окончил Белебейское педагогическое училище. С 1928 по 1941 годы занимался самым мирным и благородным трудом — учительствовал, был директором ряда начальных школ Миякинского и Бижбулякского районов БАССР.
В Красную Армию был призван в августе 1941 года. Окончил курсы политработников и в сентябре того же года оказался в действующей армии. Будучи старшим сержантом, стал парторгом батальона 1318-го стрелкового полка 163-й стрелковой дивизии 38-й армии Воронежского фронта.
Звание Героя Советского Союза с вручением ордена Ленина и медали «Золотая Звезда» № 1852 Кириллу Дементьевичу Андрееву было присвоено 29 октября 1943 года.
Великую Отечественную учитель-герой, лейтенант К.Д. Андреев не закончил, будучи ранен, в начале того же 1945 года был уволен в запас. Вернулся на родину, работал заместителем председателя Бижбулякского райсовета, заведующим Бижбулякской районной сберкассой.
Умер 2 января 1972 года, похоронен в селе Бижбуляк.

## Подвиг
3 октября 1943 года старший сержант К.Д. Андреев с группой бойцов преодолел Днепр южнее Киева. Находясь в боевых порядках подразделения, он со своими солдатами выдвинулся на высоту, хорошо окопался и, открыв сильный ружейно-пулемётный огонь, парализовал оборону противника. Тем самым стрелковые роты получили возможность подойти к опушке леса и закрепиться на ней.
Когда немцы атаковали наши подразделения с целью сбросить их с плацдарма, Андреев первым поднялся в контратаку, забросал фашистов гранатами, воодушевил личный состав батальона своим примером.

## Награды
- Медаль «Золотая Звезда» (29.10.1943)[3]
- Орден Ленина (29.10.1943)
- Медаль «За отвагу» (17.08.1943)[4]

## Память
На здании Белебеевского педагогического колледжа (г. Белебей, ул. Пролетарская, 41) установлена мемориальная доска выпускникам-Героям: К. Д. Андрееву, П. Е. Васильеву, В. Ф. Тарасенко, А. П. Кузнецову с надписью:

«Здесь учились Герои Советского Союза Андреев К. Д., Васильев П. Е., Тарасенко В. Ф. и полный кавалер орденов Славы Кузнецов А. П.» — belebey.bashkortostan.ru/about/places/325996